# Moustapha M’Baye
Moustapha M’Baye(ur. 22 stycznia 1992 w Gdańsku) – polski siatkarz pochodzenia senegalskiego, grający na pozycji środkowego.

## Życie prywatne
Jego matka jest Polką, a ojciec jest Senegalczykiem.

## Sukcesy klubowe

### młodzieżowe
Młoda Liga:
- 2013

### seniorskie
Puchar Polski:
- 2015

Mistrzostwo Polski:
- 2023[6], 2024[7]
- 2015

I liga:
- 2018
- 2019

Liga Mistrzów:
- 2023[8], 2024[9]